# Gangannagaripalli, Srinivaspur
Gangannagaripalli là một làng thuộc tehsil Srinivaspur, huyện Kolar, bang Karnataka, Ấn Độ.